# Trixis matisiana
Trixis matisiana là một loài thực vật có hoa trong họ Cúc. Loài này được S.Díaz & Vélez-Nauer miêu tả khoa học đầu tiên năm 1991.